# یاشونه
یاشونه (به لهستانی: Jasiony) یک روستا در لهستان است که در گمینا لوبوویز واقع شده‌است.